# 9mm Glisenti

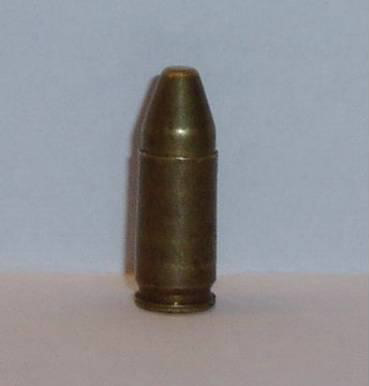
9mm Glisenti - Reino da Itália

O 9×19mm Glisenti ou mais simplesmente 9mm Glisenti, é um cartucho de origem italiana, utilizado em pistolas e submetralhadoras.

## História
O 9mm Glisenti foi desenvolvido para a pistola italiana Glisenti Modelo 1910,  usada pela primeira vez na Primeira Guerra Mundial . Também foi usado em outras armas italianas, como as pistolas Beretta M1915 e Beretta M1923; as submetralhadoras OVP e Beretta Modelo 1918 e a submetralhadora para aeronaves Villar-Perosa.

## Especificações
O 9mm Glisenti foi baseado no cartucho alemão 9x19mm Parabellum; na verdade, os dois cartuchos tpossuam dimensões idênticas. No entanto, a carga de pólvora do cartucho Glisenti é reduzida, tornando-o significativamente menos potente, pois também se destina a ser usado em pistolas.
O cartucho atualmente é considerado obsoleto, mas a Fiocchi Munizioni ocasionalmente produz lotes para colecionadores. 